# Major-Wühlmaus
Die Major-Wühlmaus (Microtus majori), auch Schwarzmeer-Kleinwühlmaus genannt, ist ein Nagetier in der Familie der Wühler, das in der Kaukasusregion vorkommt.

## Merkmale
Die Art ähnelt, abgesehen von der Fellfarbe, im äußeren Erscheinungsbild der Kurzohrmaus (Microtus subterraneus). Verglichen mit dieser hat die Major-Wühlmaus im Verhältnis zur Kopf-Rumpf-Länge einen längeren Schwanz (35 bis 45 %). Die Oberseite ist mit bräunlichem Fell bedeckt, während auf der Unterseite graues bis tonfarbenes Fell vorkommt. Die Major-Wühlmaus hat auf den Oberseiten von Händen und Füßen sowie auf der Schwanzunterseite nahe am Körper weißliches Fell. Die Schwanzoberseite ist schwarzbraun. Mit einer Kopf-Rumpf-Länge von 90 bis 112 mm, einer Schwanzlänge von 32 bis 49 mm und einem Gewicht von 20 bis 29 g ist die Art größer als die Kurzohrmaus, jedoch wie diese ein kleiner Vertreter der Feldmäuse. Die Hinterfüße sind 15,5 bis 17,6 mm lang und die Länge der Ohren beträgt 9 bis 12 mm.
Bei den oberen Schneidezähnen kommt gelber oder oranger Zahnschmelz vor, während die unteren Schneidezähne immer gelb sind. Der Art fehlen Eck- und Vormalzähne und in jeder Kieferhälfte befinden sich drei molare Zähne.

## Verbreitung
Die Art lebt im Kaukasus und in angrenzenden Vorgebirgen in Russland, Georgien, Aserbaidschan, Armenien, Iran sowie in der Türkei. Sie hält sich in Regionen auf, die auf 500 bis 2100 Meter Höhe liegen. Die Major-Wühlmaus wird meist in frisch geschlagenen Waldschneisen angetroffen. Allgemein hält sie sich in Mischwäldern, Buschländern, Waldlichtungen und Mooren auf. Sie kann sich gut an extensive Landschaftsveränderungen anpassen.

## Lebensweise
Die Major-Wühlmaus frisst in den wärmeren Jahreszeiten vorwiegend grüne Pflanzenteile und sammelt Körner als Wintervorrat. In Gebieten mit neugepflanzten Eichen ist sie als Wurzelschädling gefürchtet. Die Art teilt ihr Revier mit Waldmäusen (Apodemus) und mit Roberts Schneemaus (Chionomys roberti) sowie mit Rotzahnspitzmäusen.
Die Fortpflanzung beginnt im Vorgebirge im April und in höheren Lagen im Mai. Bis zum Herbst können bei Weibchen aus dem Vorjahr fünf Würfe mit zwei bis vier Jungtieren vorkommen. Weibchen aus dem ersten Wurf im Frühling können sich im selben Jahr ein- oder zweimal erfolgreich paaren.

## Status
Für die Major-Wühlmaus liegen keine nennenswerten Bedrohungen vor. Sie wird von der IUCN als nicht gefährdet (Least Concern) gelistet.